# NGC 6384
NGC 6384 ist eine Balken-Spiralgalaxie mit aktivem Galaxienkern vom Hubble-Typ SABbc im Sternbild Schlangenträger am Himmelsäquator. Sie ist schätzungsweise 80 Millionen Lichtjahre von der Milchstraße entfernt und hat einen Durchmesser von etwa 150.000 Lj.
Das Objekt wurde am 10. Juni 1863 von dem deutschen Astronomen Albert Marth entdeckt.

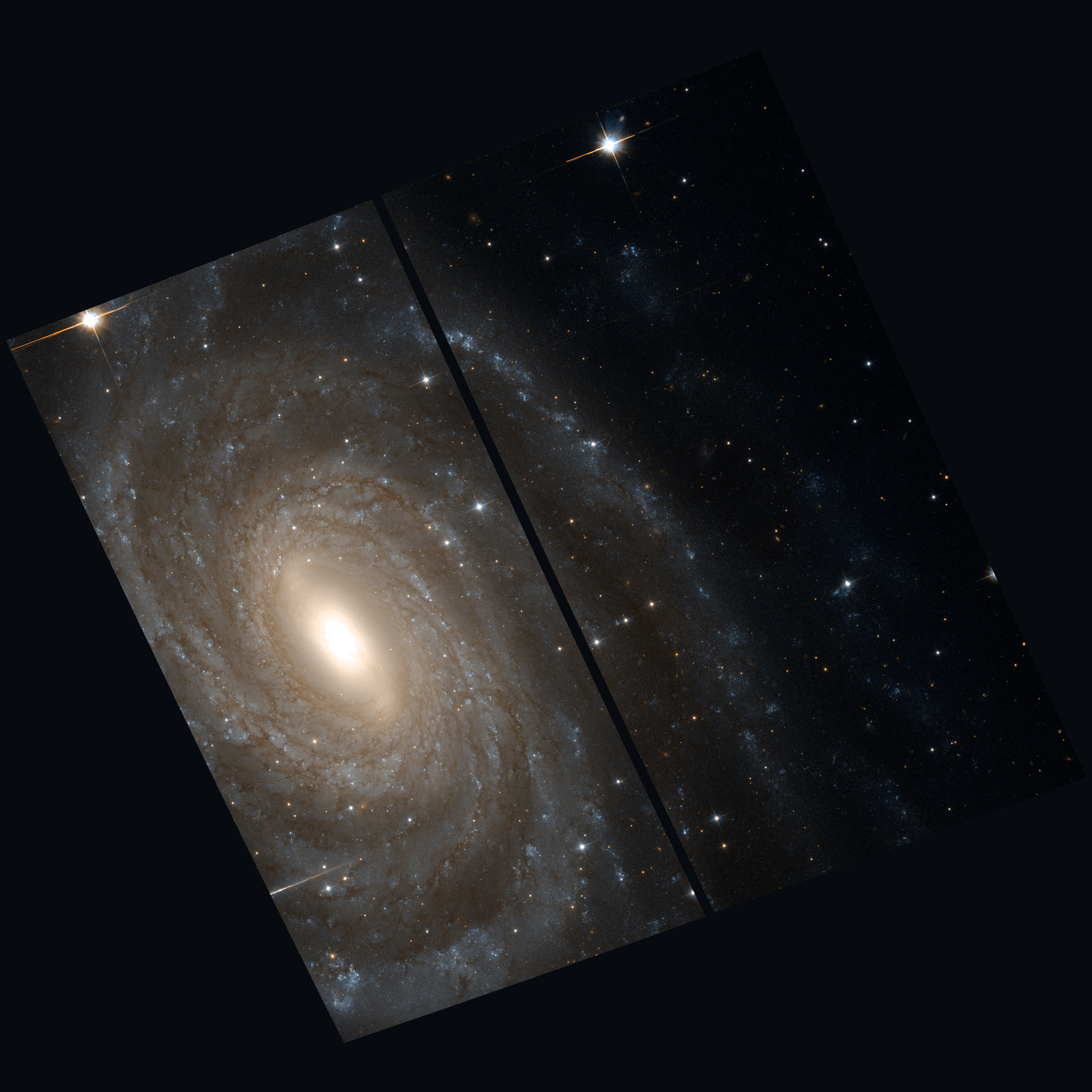
Aufnahme des Hubble-Weltraumteleskops